# Coco Channel
Coco Channel är ett sund i Indien. Det ligger i den sydöstra delen av landet, 2 300 km sydost om huvudstaden New Delhi.